# Villalago
Villalago är en ort och kommun i provinsen L'Aquila i regionen Abruzzo i Italien. Kommunen hade 539 invånare (2018).